# Associazione sud-asiatica per la cooperazione regionale
L'Associazione sud-asiatica per la cooperazione regionale (ASACR; South Asian Association for Regional Cooperation, SAARC) è un'organizzazione internazionale economica e politica di otto paesi dell'Asia meridionale. In termini di popolazione, la sua sfera di influenza è la più estesa di qualunque organizzazione regionale: quasi 1,7 miliardi di persone.

## Storia
Alla fine del 1970, il presidente del Bangladesh Ziaur Rahman propose la creazione di un blocco commerciale comprendente i paesi dell'Asia meridionale. La proposta fu accettata da India, Pakistan e Sri Lanka durante un incontro tenutosi a Colombo nel 1981. Nell'agosto del 1983, i leader adottarono la Dichiarazione sulla cooperazione regionale Sud-Asiatica durante un vertice che si tenne a Nuova Delhi, India. I sette paesi (includendo anche Nepal, Maldive e Bhutan) furono d'accordo su cinque aree di cooperazione:
- agricoltura e sviluppo rurale;
- telecomunicazioni, scienze, tecnologia e meteorologia;
- salute e attività della popolazione;
- trasporto;
- sviluppo delle risorse umane.

L'Associazione fu fondata l'8 dicembre 1985.
Il 2 dicembre 2004 le è stato riconosciuto lo status di osservatore dell'Assemblea generale delle Nazioni Unite.
Durante il vertice 2005 di Dacca è stata concesso lo status di osservatore sia alla Cina sia al Giappone.
Nell'aprile 2006, gli Stati Uniti d'America e la Corea del Sud fecero richieste formale per l'assegnazione dello status di osservatore. Anche l'Unione europea ha mostrato un interesse ad ottenere lo stesso status, e ha fatto una formale richiesta al Consiglio dei ministri dell'Associazione riunitasi nel luglio 2006. Il 2 agosto 2006, i ministri degli esteri dei paesi dell'Associazione furono d'accordo, in linea di principio, ad assegnare a Stati Uniti, Corea del Sud e UE lo status di osservatore.
L'Afghanistan fu ammesso nell'organizzazione regionale con la richiesta dell'India del 13 novembre 2005, e divenne membro il 3 aprile 2007, durante il XIV vertice dell'Associazione.
Il 4 marzo 2007, l'Iran richiese lo status di osservatore.

## Membri e osservatori
Gli 8 Stati membri:
- Afghanistan
- Bangladesh
- Bhutan
- India
- Maldive
- Nepal
- Pakistan
- Sri Lanka

E i 9 osservatori (8 stati e un'organizzazione):
- Australia
- Birmania
- Cina
- Corea del Sud
- Giappone
- Iran
- Mauritius
- Stati Uniti
- Unione europea

## Struttura
L'Associazione sud-asiatica per la cooperazione regionale è costituita da dodici comitati tecnici che monitorizzano e coordinano i progetti di intervento in specifiche aree, che sono:
- agricoltura;
- sviluppo rurale;
- telecomunicazioni;
- meteorologia;
- sanità e problemi demografici;
- trasporti;
- servizi postali;
- scienza e tecnologia;
- sport, arte e cultura;
- evoluzione del ruolo della donna;
- prevenzione del traffico di droga e della tossicodipendenza;
- istruzione.

Esistono anche comitati d'intervento, formati da almeno due membri, che contribuiscono alla realizzazione dei progetti, come:
- un programma di trasmissione televisiva e radiofonica;
- un centro di documentazione;
- l'organizzazione del turismo tra gli stati;
- la costituzione di cattedre universitarie;
- borse di studio;
- un programma di volontariato.

### Segretariato
Il segretariato dell'Associazione sud-asiatica per la cooperazione regionale fu fondata a Kathmandu il 16 gennaio 1987. Il suo ruolo è di coordinare e monitorare l'attuazione delle attività, gli incontri dell'Associazione e come canale di comunicazione tra l'Associazione e le altre organizzazioni internazionali. Il segretariato comprende il segretario generale, sette direttori e il servizio generale del personale. Fu inaugurato dal re Bhindra Bir Shah Dev. I recenti incontri dei capi di stato o di governo hanno preso alcune importanti decisioni ed audaci iniziative per rinforzare l'organizzazione e per allargare e approfondire la cooperazione regionale. Il ruolo e la funzione del segretariato, del segretario generale e sull'istituzione de Segretariato sono previste nel Memorandum d'Intesa (Memorandum of Understanding, MOU) firmato dai ministri degli esteri dei paesi membri il 17 novembre 1986 a Bangalore, India. In accordo col Memorandum, il segretario generale è nominato dal Consiglio dei ministri su nomina da parte degli stati membri secondo il principio di rotazione in ordine alfabetico. L'altro personale professionale è nominato dai Direttori, ma formalmente dal Segretario Generale.
Dal 1993 il segretariato ha la sua sede amministrativa a Delhi, India.

### Segretari generali
1. Abul Ahsan, 16 gennaio 1987 – 15 ottobre 1989,  Bangladesh
2. Kant Kishore Bhargava, 17 ottobre 1989 – 31 dicembre 1991,  India
3. Ibrahim Hussain Zaki, 1º gennaio 1992 – 31 dicembre 1993,  Maldive
4. Yadav Kant Silwal, 1º gennaio 1994 – 31 dicembre 1995,  Nepal
5. Naeem U. Hasan, 1º gennaio 1996 – 31 dicembre 1998,  Pakistan
6. Nihal Rodrigo, 1º gennaio 1999 – 10 gennaio 2002,  Sri Lanka
7. Q.A.M.A. Rahim, 11 gennaio 2002 – 28 febbraio 2005,  Bangladesh
8. Lyonpo Chenkyab Dorji. 1º marzo 2005 – 29 febbraio 2008,  Bhutan
9. Sheel Kant Sharma, 1º marzo 2008 – 1º marzo 2011,  India
10. Fathimath Dhiyana Saeed, 1º marzo 2011 - 11 marzo 2012,  Maldive
11. Ahmed Saleem, 12 marzo 2012 - 28 febbraio 2014,  Maldive
12. Arjun Bahadur Thapa, 1º marzo 2014 - 28 febbraio 2017,  Nepal
13. Amjad Hussain B. Sial, 1º marzo 2017 - 29 febbraio 2020  Pakistan
14. Esala Ruwan Weerakoon, 1º marzo 2020 - in carica,  Sri Lanka

## Accordo di libero scambio
Nel corso degli anni, i membri hanno espresso la loro riluttanza a firmare un accordo di libero scambio. Sebbene l'India abbia diversi patti commerciali con Maldive, Nepal, Bhutan e Sri Lanka, simili accordi con Pakistan e Bangladesh si sono fermati a causa di preoccupazioni economiche su entrambi i lati. L'India ha costruito una barriera sui confini con il Bangladesh e Pakistan. Nel 1993, i paesi membri hanno firmato un accordo a Dacca per un graduale abbassamento delle tariffe dentro la regione. Undici anni dopo, al XII Vertice ad Islamabad, hanno ideato l'Accordo di libero scambio dell'Asia del sud che ha creato un quadro di riferimento per la creazione di una zona di libero scambio che copre 1,4 miliardi di persone ed è andato in vigore il 1º gennaio 2006. Sotto questo accordo, i membri dell'Associazione abbasseranno i loro dazi del 20 per cento entro il 2007.

## Efficacia e limiti
L'incapacità dell'Associazione di giocare un ruolo cruciale nell'integrazione dell'Asia meridionale è spesso attribuito alla rivalità politica e militare tra India e Pakistan. È dovuto alle loro dispute economiche, politiche e territoriali l'incapacità delle nazioni dell'Asia meridionali di non beneficiare di un'economia unificata.
L'associazione ha intenzionalmente posto più enfasi su “questioni importanti” menzionate sopra piuttosto che su questioni più decisive come la disputa sul Kashmir o la guerra civile dello Sri Lanka. Comunque, il dialogo politico è spesso condotto ai margini delle riunioni dell'organizzazione. L'Associazione si è anche astenuta dall'interferire nelle questioni interne ai propri membri. Nel corso degli anni il ruolo nell'Asia del sud è molto diminuito e l'organizzazione è ora usata come mera piattaforma per negoziati e incontri annuali tra i suoi membri.
Durante il XII e XIII vertice, estrema enfasi fu posto su una grande cooperazione tra i membri per combattere il terrorismo.

## Vertici
- I Vertice, Dacca (Bangladesh), 7-8 dicembre 1985
- II Vertice Bangalore (India), 16-17 novembre 1986
- III Vertice Kathmandu (Nepal), 2-4 novembre 1987
- IV Vertice Islamabad (Pakistan), 29-31 dicembre 1988
- V Vertice Malé (Maldive), 21-23 novembre 1990
- VI Vertice Colombo (Sri Lanka), 21 dicembre 1991
- VII Vertice Dhaka (Bangladesh), 10-11 aprile 1993
- VIII Vertice Nuova Delhi (India), 2-4 maggio 1995

- IX Vertice Malé (Maldive), 12-14 maggio 1997
- X Vertice Colombo (Sri Lanka), 29-31 luglio 1998
- XI Vertice Kathmandu (Nepal), 4-6 gennaio 2002
- XII Vertice Islamabad (Pakistan), 2-6 gennaio 2004
- XIII Vertice Dacca (Bangladesh), 12-13 novembre 2005
- XIV Vertice Nuova Delhi (India), 3-4 aprile 2007
- XV Vertice Kandy (Sri Lanka), 30-31 luglio 2008

## Membri futuri
Attualmente esistono sette paesi che potrebbero divenire membri futuri dell'Associazione:
- Repubblica Popolare Cinese: ha mostrato il suo interesse nell'entrare nell'Associazione. Mentre Pakistan e Bangladesh sostengono la sua candidatura, l'India è più riluttante circa la prospettiva di un suo ingresso, mentre il Butan non ha mai avuto relazioni diplomatiche con questa nazione. Comunque, durante il vertice 2005 di Dacca c'è stata l'accordo per concedere lo status di osservatore alla Cina insieme al Giappone[6]. Durante il XIV vertice Nepal, Pakistan e Bangladesh annunciarono il loro supporto all'ingresso della Cina[7]. La Cina chiede un maggior coinvolgimento nell'Associazione, comunque ritenendo che sia troppo presto per chiedere la piena adesione[8];
- Iran: è uno Stato che confina con due paesi membri, ha tradizionalmente goduto di forti relazioni culturali, economiche e politiche con l'Afganistan e Pakistan ed ha espresso il suo desiderio di diventare un membro dell'organizzazione. Il 22 febbraio 2005 il Ministro degli Esteri dell'Iran, Kamal Kharrazi, indicò l'interesse iraniano nell'entrare nell'Associazione[9]. Il 3 marzo 2007, l'Iran chiese di entrare come osservatore. Il Segretario Generale Lyonpo Chenkyab Dorji rispose che la richiesta dell'Iran sarebbe stata accettata durante un incontro dei ministri degli esteri il 3 aprile durante il vertice di Nuova Delhi;
- Russia: intende diventare un osservatore ed è supportata dall'India[10][11];
- Birmania: ha espresso un interesse a entrare come membro. Se fosse così, diventerebbe il nono membro del gruppo. L'India sostiene attualmente la sua candidatura[12];
- Australia: l'Associazione considererà di permettergli di entrare come osservatore, insieme alle Mauritius[13];
- Mauritius: l'Associazione considererà di permettergli di entrare come osservatore, insieme all'Australia[13];
- Sudafrica: ha partecipato agli incontri[14].